# Готика (телесериал)
«Готика» (англ. Gothica) — американский телевизионный пилот, созданный Мэттом Лопезом и продюсируемый Марком Гордоном, Николасом Пеппером и Лопезом для канала ABC. Пилот получил отклик в прессе в период своего производства, однако не был заказан каналом для последующей трансляции из-за слабой концепции.

## Производство
ABC купил сценарий пилотного эпизода в августе 2012 года. Шоу описывалось как готическая мыльная опера, сюжет которой разворачивается в современном мире. В центре истории находится молодая женщина в современном Сан-Франциско, исследующая сверхъестественный мир и страшные тайны легенд о Дракуле, Джекила и Хайда, Франкенштейна и Дориана Грея, руководствуясь советами загадочного плейбоя по имени Дориан Грей. «Готика» является одним из пилотов сезона 2013—2014, которые затрагивают тематику Дракулы.
29 января 2013 года ABC заказал съёмки пилотного эпизода, а место режиссёра занял Ананд Такер. Кастинг на основные роли начался в феврале. Раза Джеффри стал первым актёром, получившем регулярную роль в пилоте 19 февраля. Пару дней спустя Кристофер Игэн получил роль Дориана Грея, а Том Эллис Виктора Франкенштейна. 25 февраля было объявлено, что британская актриса Джанет Монтгомери будет играть ведущую роль в пилоте. Монтгомери играет Грейс Ван Хельсинг, журналиста и лауреата Пулитцеровской премии из Нью-Йорка, вокруг которой разворачивается основное действие в шоу. Два дня спустя Трейси Томс присоединилась к пилоту в роли подруги главной героини и главного редактора журнала The Guardian Мины, Эмма Бут в роли жены Франкенштейна Мэделин Ашер, а следом Сет Гейбл как Родерик Ашер, окружной прокурор и мощный наследник семейной империи Ашеров. 6 марта Мелисса Джордж присоединилась к пилоту с ролью Фионы Хантер, основного антагониста сериала, влиятельной и хитрой женщины.

## Актёры и персонажи
- Джанет Монтгомери — Грейс Ван Хельсинг
- Мелисса Джордж — Фиона Хантер
- Кристофер Игэн — Дориан Грей
- Том Эллис — Виктор Франкенштейн
- Раза Джеффри — Джон Харкер[англ.]
- Трейси Томс — Мина
- Сет Гейбл — Родерик Ашер
- Эмма Бут — Мэделин Ашер